# عبد الرازق حسن
الأستاذ الدكتور عبد الرازق رزق حسن (3 يناير 1931 ـ يناير 2021) أستاذ جراحة مصري، أستاذ الجراحة العامة في كلية طب جامعة أسيوط ومؤسس قسم الجراحة العامة في الكلية، والرئيس السادس لجامعة أسيوط في الفترة ما بين 20 أغسطس 1980 إلى 31 يوليو 1991 (وهو بذلك أطول رؤساء جامعة أسيوط بقاء في المنصب). عمل أيضًا في السياسة، حيث شغل منصب أمين فرع الحزب الوطني الديمقراطي في أسيوط وكان نائباً في مجلس الشورى في نفس الفترة الزمنية.

## التدرُّج الأكاديمي
- معيد بقسم الجراحة العامة بكلية طب أسيوط 1953م
- مدرس الجراحة العامة بكلية طب أسيوط 1956م
- أستاذ مساعد الجراحة العامة بكلية طب أسيوط 1965م
- أستاذ الجراحة العامة بكلية طب جامعة أسيوط 1969م
- أستاذ متفرغ بقسم الجراحة العامة بكلية طب أسيوط من 8 يناير 1991 وحتى 3 يناير 2001.

## وصلات خارجية
الموقع الرسمى لجامعة أسيوط
| المناصب السياسية      | المناصب السياسية                                | المناصب السياسية         |
| --------------------- | ----------------------------------------------- | ------------------------ |
| سبقه حسن حمدي إبراهيم | رؤساء جامعة أسيوط 20 أغسطس 1980 - 31 يوليو 1991 | تبعه محمد رجائي الطحلاوي |